# Féroïen

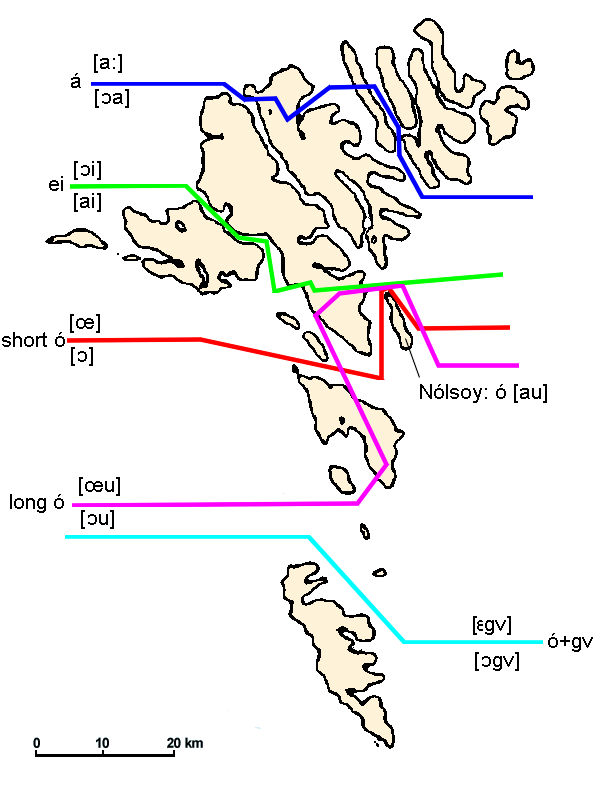
Les isoglosses des dialectes féroïens.

Le féroïen ou féringien (Føroyskt mál en féroïen ; prononcé : /ˈføːɹɪst mɔaːl/) est une langue germanique, appartenant au sous-groupe occidental des langues scandinaves. Il est principalement parlé dans les îles Féroé, mais aussi par les Féroïens installés au Danemark, représentant un peu moins de 80 000 locuteurs.

## Alphabet
L'alphabet féroïen compte 29 lettres :
| Majuscules | A | Á | B | D | Ð | E | F | G | H | I | Í | J | K | L | M | N | O | Ó | P | R | S | T | U | Ú | V | Y | Ý | Æ | Ø |
| Minuscules | a | á | b | d | ð | e | f | g | h | i | í | j | k | l | m | n | o | ó | p | r | s | t | u | ú | v | y | ý | æ | ø |

Le C, le Q, le W, le X et le Z n'y figurent pas.

## Prononciation
En raison d'une prononciation très différente, les locuteurs islandais et féroïens peuvent difficilement se comprendre, alors que les deux langues sont similaires à l'écrit.

## Variations dialectales
Le féroïen est fragmenté en six variétés dialectales, en partant du nord-est au sud : 
- Borðoy
- Eysturoy
- Vágar
- Tórshavn
- Sandoy
- Suðuroy

On distingue généralement les « dialectes des fjords du Nord » et les « dialectes des fjords du Sud ». Ces variétés sont toutes aisément intelligibles entre elles. La plus grande densité de la population autour de Tórshavn a eu pour effet d'assurer une prépondérance du dialecte de la capitale de l'archipel par rapport aux autres variétés. Ainsi plus de 80 % de la population des Îles Féroé peut-elle s'exprimer dans ce dialecte. La concentration des écoles et des médias dans cette région a également contribué à la consolidation du dialecte de Tórshavn, qui est devenu la norme pour la prononciation du féroïen.

## Histoire de la langue
Les Îles Féroé, possession norvégienne puis danoise, ne possèdent pas de tradition écrite autre que deux inscriptions runiques et une lettre datée du XIIIe ou du XIVe siècle.
Au XIXe siècle, on va chercher à mettre par écrit la tradition orale, d'où la mise en place d'un processus de création d'une langue écrite féroïenne qui n'est pas sans rappeler le processus de recréation d'une langue écrite purement norvégienne (le landsmål, appelé aujourd'hui nynorsk).
Au début des années 1840, le linguiste danois Niels Matthias Petersen publie un article intitulé « À propos de la langue féroïenne », dans lequel il explique qu'une langue écrite féroïenne pourrait être bâtie à partir du vieux norrois et de la langue orale.
Le féroïen est devenu langue officielle des écoles de l'archipel en 1937, de l'Église en 1938, et de l'archipel en 1948. Cependant, il n'a véritablement supplanté le danois dans la vie quotidienne qu'à partir des années 1980. En peu de temps, le danois allait devenir une langue étrangère.